# Ruillé-sur-Loir
Ruillé-sur-Loir là một xã thuộc tỉnh Sarthe, trong vùng Pays de la Loire tây bắc nước Pháp. Xã này có diện tích 39,48 km2. Xã có nhà thờ thời Phục Hưng.